# Hans Karl Abel
Hans Karl Abel (Bärenthal, 1876. augusztus 8. – Muhlbach-sur-Munster, 1951. március 10.) német író.

## Élete
Elzászban nőtt fel, apja erdész és növénytermesztő volt. Munkái leginkább Dél-Németországban és Svábföldön játszódnak. Irodalmi bemutatkozása után René Prévottal közösen több darabot is írt: E-n-elsassisch Volksstück in 3 Akt (Elzászi népi játék három felvonásban, 1901); Was mein einst war (1916); Nach Mariä Lichtmess (1918); Ruf in der Nacht (1918); Die Melker im tauben Klang (1918). Az első világháborúról is írt egy önéletrajzi jellegű munkát Briefe eines elsässischen Bauernburschen aus dem Weltkriege an einen Freund 1914–1918 (1922) címen. Egyéb ismertebb, nem drámai jellegű munkái: Am Römerwall (1925), Die Forellen (1927), Reise-Humor (1929), Sporthumor (1929), Veits Aufstieg und Liebe (1931), Liebe und Verhängnis (1934), Der Schwäbische Wald (1938), Do lacht mi Elsaß (1941), Morgensonne im Herbst (1942), valamint Der Heimat Wiegenlied (1942).

## Külső hivatkozások
- Munkáinak felsorolása a Deutsche National Bibliothek oldalán

## Fordítás
- Ez a szócikk részben vagy egészben  a   Hans Karl Abel című német Wikipédia-szócikk ezen változatának fordításán alapul.  Az eredeti cikk szerkesztőit annak laptörténete sorolja fel. Ez a jelzés csupán a megfogalmazás eredetét és a szerzői jogokat jelzi, nem szolgál a cikkben szereplő információk forrásmegjelöléseként.